# Как можно быть таким ублюдком, инспектор Клифф?
«Как можно быть таким ублюдком, инспектор Клифф?» (итал. Si può essere più bastardi dell'ispettore Cliff?; англ. Blue Movie Blackmail или Super Bitch) — криминальный боевик 1973 года в стиле Eurocrime режиссёра Массимо Далламано, совместное производство Великобритании и Италии. В главных ролях Иван Рассимов, Стефани Бичем и Патриция Хейс.
Музыку к фильму написал композитор Риц Ортолани, впоследствии часть саундтрека была использована в фильме «Красная загадка» (1978.

## Сюжет
Жестокий и хладнокровный полицейский Клифф Хойст, инспектор Федеральной службы по борьбе с наркотиками, которому поручено внедриться в мафиозную структуру, которая занимается торговлей наркотиков из эскорт-агентства в Лондоне. Представившись клиентом, он втирается в доверие к эскортнице Джоанне, благодаря которой он должен выйти на наркоторговцев. Руководит наркотрафиком пожилая женщина, известная как Турецкая Мама.

## В ролях
- Иван Рассимов — инспектор Клифф Хойст
- Стефани Бичем — Джоанна
- Патриция Хейс — Турецкая Мама
- Этторе Манни — Морелл
- Джакомо Росси-Стюарт — Марко
- Лучано Катеначчи — Гэмбл
- Чек Линдер — американский посол
- Тутте Лемков — гангстер
- Джанкарло Прати — гангстер, подручный Турецкой Мамы
- Массимо Далламано — мужчина в аэропорту (камео)
- Камилла Китон —  эскортница, играющая в карты (камео)

## Съёмки
Съёмки фильма проходили на киностудии в Риме и на отдельных локациях в Лондоне и Бейруте.

## Критика
В обзоре Ежемесячного кинобюллетеня, издаваемого Британским институтом кино, фильм описывается как «грамотно и обезличенно обработанный триллер-фантазия», также добавив что «одна лишь компетентность мало что может сделать для того чтобы привести в порядок это беспородное детище со-производства [Британии и Италии] или для того, чтобы вдохнуть жизнь в его производные».
Рецензент Патрик Купер проводил параллели между инспектором Клиффом в исполнении Рассимова и Грязным Гарри в исполнении Клинта Иствуда; персонажи очень схожи между собой по характеру и по внешности актёров, с небольшим отличием — инспектор Клифф чуть более эмоционален: «он улыбается, когда спускает курок, и смеётся, когда тела падают [замертво]» (англ. He’s smiling when he’s pulling the trigger and laughing when the bodies drop). Французский рецензент с сайта Psychovision написал, что персонаж инспектора Клиффа вдохновлён героем Клинта Иствуда из фильма «За пригоршню долларов» и отметил, что Рассимов «идеален в роли антигероя» (фр. Rassimov est parfait dans son rôle d'anti-héros). Джоэль Харли положительно отзывался о музыкальном сопровождении и актёрской игре Рассимова, раскритиковав при этом Стефани Бичем, известную по ролям на телевидении.